# 纳尔尼
纳尔尼，是意大利特尔尼省的一个市镇。总面积197.86平方公里，人口20427人，人口密度103.2人/平方公里（2009年）。ISTAT代码为055022。

## 納尼亞
有一種說法認為，小說《納尼亞傳奇》中的奇幻世界「納尼亞」（Narnia）名字就是源自於纳尔尼，在羅馬時期的纳尔尼就叫做「納尼亞」:214。該書作者C·S·路易斯從一本地圖上發現了這個名字:47。